# Sechium tacaco
El tacaco, Sechium tacaco, es una planta trepadora endémica de Costa Rica, familia de las cucurbitáceas, y que produce un fruto comestible verde, ovoide, de unos siete centímetros de longitud. La parte comestible es una pulpa contenida en una bolsa fibrosa dentro de la cual hay una pepita aplastada y amarga que se extrae previamente. A veces es llamada "calabaza" por pertenecer al mismo género que la Sechium edule.
El tacaco produce una flor blanca, y su fruto mide unas 2 pulgadas de largo con una forma acorazonada, bastante parecida a la punta de una flecha. Hay una variedad que carece de estopa. Se puede consumir sazón (maduro) o tierno; hervido en agua y utilizado en multitud de platillos que van desde ensaladas hasta relleno con atún, destacando especialmente en la olla de carne.
El nombre parece compuesto de términos indígenas: «tlaquah» (mucho) y «quaqua» (mascar), o quizás de «tlaquacuac» (duro, endurecido, petrificado), porque en efecto, los tacacos cuando viejos se vuelven como piedras.
Para reproducir esta planta hay que dejar que los tacacos maduros se queden al sol, conforme se van poniendo arrugados y viejos, se entierran superficialmente en tierra suelta y esperar que germine, igual que una chayotera.
El tacaco pertenece a la familia de las cucurbitáceas y sus frutos se consumen como hortaliza o postre. Además, poseen gran potencial nutricional y se ha determinado que contienen siete tipos de saponinas, llamadas tacacósidos, que presentan propiedades inhibidoras de células cancerosas y del crecimiento microbiano.
En el tacaco, la reproducción generalmente se hace por medio de la semilla sexual. Sin embargo, una desventaja de esta técnica es que no se garantiza que la calidad del fruto de la planta madre se mantenga en su progenie. Esto se debe a que es una especie alógama, donde existe un flujo de genes de otras poblaciones cercanas que impide obtener la misma calidad de frutos que la planta madre. Por esta razón, es importante investigar el uso de técnicas de propagación asexual en esta especie, para garantizar la obtención de plantas con las mismas características de la planta madre.
La información acerca de la propagación vegetativa del tacaco es limitada. No obstante, un estudio realizado en Ujarrás, Cartago, Costa Rica, investigó el efecto de la longitud del esqueje en este proceso. Los resultados indicaron que la longitud del esqueje no tiene un impacto significativo en la propagación asexual del tacaco.

## Cultivo
El tacaco se cultiva únicamente en Costa Rica. Es una planta trepadora que requiere un clima cálido y húmedo para crecer adecuadamente. La siembra suele hacerse mediante semillas sexuales, aunque también se investiga el uso de técnicas de propagación vegetativa para asegurar la calidad de los frutos. El tacaco se adapta bien a suelos bien drenados y ricos en materia orgánica. La planta necesita un soporte o enrejado para trepar y desarrollarse correctamente.

## Uso del Tacaco
Los frutos del tacaco se consumen tanto como hortaliza como postre. Se pueden cocinar de diversas maneras: hervidos, asados o incluidos en guisos y sopas. Son conocidos por su textura crujiente y su sabor suave, similar al del chayote (Sechium edule).

### Valor nutricional
El tacaco es una buena fuente de nutrientes, incluyendo vitaminas y minerales. Es bajo en calorías, lo que lo convierte en una opción saludable para la dieta diaria. Contiene saponinas, compuestos que han demostrado tener propiedades beneficiosas para la salud, como la inhibición de células cancerosas y el crecimiento microbiano.

### Usos medicinales
Las saponinas presentes en el tacaco tienen propiedades antioxidantes y antiinflamatorias, lo que sugiere potenciales beneficios medicinales. En la medicina tradicional, se ha utilizado para tratar diversas afecciones, aunque se requiere más investigación científica para confirmar estos usos.

### Propagación y conservación
La investigación actual se centra en mejorar las técnicas de propagación asexual para mantener la calidad genética de las plantas madre. Se están estudiando métodos de conservación para asegurar la disponibilidad del tacaco durante todo el año. La información acerca de la propagación vegetativa del tacaco es limitada. No obstante, un estudio realizado en Ujarrás, Cartago, Costa Rica, investigó el efecto de la longitud del esqueje en este proceso. Los resultados indicaron que la longitud del esqueje no tiene un impacto significativo en la propagación asexual del tacaco.

### Potencial Económico
El tacaco puede ser una alternativa viable para los agricultores interesados en diversificar sus cultivos y promover la agricultura sostenible. Su cultivo puede contribuir al desarrollo económico de las regiones donde se produce, ofreciendo una fuente de ingresos adicional para los agricultores locales.

## Mercado
Existe un mercado potencial tanto a nivel local como internacional para los productos derivados del tacaco, gracias a su valor nutricional y sus propiedades beneficiosas para la salud. La promoción del tacaco como un superalimento puede aumentar su demanda y su valor en el mercado.